# Arnold Östman
Arnold Östman est un chef d'orchestre, pianiste et organiste suédois né le 24 décembre 1939 à Malmö et mort le 15 août 2023 à Stockholm.

## Biographie
Arnold Östman naît le 24 décembre 1939 à Malmö,,.
Il fait des études universitaires à Lund et de piano et d'orgue à Stockholm et à Paris. Il devient organiste de l'Église Sainte-Claire de Stockholm et professeur à l'École royale supérieure de musique de Stockholm.
En 1969, Östman est nommé directeur artistique de l'Académie de Vadstena (en), où il mène des recherches musicologiques sur la musique baroque. Il se produit également comme pianiste, accompagnant notamment Birgit Nilsson et Nicolai Gedda.
En 1974, il fonde à Umeå le NorrlandsOperan (en), dont il est intendant et directeur musical.
En 1979, Arnold Östman prend la direction du Théâtre du château de Drottningholm, où il reste jusqu'en 1992, se faisant une réputation internationale en y dirigeant de nombreux opéras de Mozart sur instruments d'époque, ainsi que Gluck ou Kraus,,.
Comme chef d'orchestre invité, il dirige également à Cologne (Il matrimonio segreto de Cimarosa en 1983), à la Fenice de Venise, à Covent Garden (Don Giovanni en 1984), à l'Opéra de Paris (Le Siège de Corinthe de Rossini en 1985 et Les Noces de Figaro en 1992), à Vienne (Lucio Silla au Staatsoper en 1990) et à Dresde (La Cenerentola en 1991), notamment,,.
Au disque, ses enregistrements à la fin des années 1980 de la trilogie Da Ponte-Mozart font référence.
Arnold Östman est aussi le réalisateur de deux films musicaux sans dialogues tous deux lauréats du Prix Italia : Christina — Winter Queen of Sweden (1979) et Gustav III — The Player King (1983).
En 2010, il reçoit la médaille de Sa Majesté le Roi de Suède « pour son importante contribution à la musique suédoise ».
Arnold Östman meurt à Stockholm le 15 août 2023, à l'âge de 83 ans,.

## Distinctions
- Médaille de Sa Majesté le Roi